# Войневич Поліна Андріївна
Поліна Андріївна Войневич (нар. 21 березня 1977, Львів) — українська фотомодель та акторка театру і кіно.

## Життєпис
Народилася 21 березня 1977 року в м Львів.
У 1993-98 роках працювала моделлю в агентстві «Л-моделс».
В 1998 році закінчила вокальний факультет Львівського вищого державного інститута iм. М.Лисенко 
за спеціальністю «актор театра i кіно» (класс народного артиста Украіни Б. М. Козака).
Була акторкою Українського Малого драматичного театра (Київ, 1999—2000) и 
Київського театра «Вільна сцена» п/р Дмитра Богомазова (2000—2009).

В 2003 році вела телепередачу «Аллюр» на УТ-1.Ролі в театрі.
2012—2013 роках була акторкою Молодого театру, м Київ.

## Театральні роботи
- Лаура, Мері — «Маленькие трагедии», А. С. Пушкин;
- Ніна Заречная — «Чайка», А. П. Чехов;
- Віола — «Дванадцята ніч», В.Шекспир;
- Дзыжка — «Все для Натуся», В.Винниченко;
- Лисичка — «Пряничный домик», нар. казка;
- «Нитка» — «Morituri te salutate», В.Стефаник
- Пелагея — «Морфий», М.Булгаков;
- Сестра — «Роберто Зукко», Ж.-М. Кольтес;
- Марі — "Сегодня играем «Урок», Ионеску;
- Ліза — «Action», С. Шепард
- Г-ня Глостерская, дух Эдварда, Вогана, Принца — «Ричад III», В.Шекспир
- Люська, «Любовь людей», Богославский

## Фільмографія
- 2013
  - Такі красиві люди: Марта
  - Вбити двічі (Україна): зечка
  - Разом назавжди (Україна): Наташа — дружина Олександра
- 2012
  - Порох і дріб (Росія, Україна): медсестра
  - Смертельна гра | фільм 9
  - Перекотиполе: Свєтка
  - Джамайка: Юля — лікар
  - Красива жінка[1]
- 2011
  - Чемпіони з підворіття (Україна): епізод
  - Темні води: викладач
  - Єфросинія (всі сезони) (Росія, Україна)
  - Балада про Бомбера (Україна): дружина зрадника
- 2010
  - Сусіди (Україна): Олена Міщенко — юрисТ, головна роль
  - Про що говорять чоловіки: Свєтка — підла подруга дружини Ростілава
  - Маршрут милосердя
  - Захоплення
  - Брат за брата (Росія, Україна): дівчина Бикова (немає в титрах)
- 2009 За законом (Україна): Оксана Кошова Псарня | 32-я серія
- 2008 Чоловік для життя, або На шлюб не претендую (Україна) :: Глафіра
- 2007 Смерть шпигунам! (Росія, Україна): лейтенант-лікар Поліна
- 2006
  - Таємниця «Святого Патрика» (Україна): епізод
  - Мертвий, живий, небезпечний (Україна): Тоня
  - Інфант (Україна): Зінаїда — вчителька
  - Дідусь моєї мрії-2 (Україна): модель
  - Повернення Мухтара-3 : Паня
  - Сімьянин
  - Леся + Рома (Україна): Марина
- 2005
  - Один за всіх (Україна): Світлана Іванівна
  - Жіноча інтуїція-2 (Україна): Марина
  - Весела хата (Україна): Жанна
- 2003 Леді Мер: епізод
- 2002
  - Під дахами великого міста: Ліна
  - Маленька подорож на великій каруселі (Україна, короткометражний)
  - Літній дощ: епізод
- 1997 Роксолана 1 Настуня (Україна): Ірина, подруга Насті